# Gideon Jung
Gideon Jung (Düsseldorf, 12 september 1994) is een Duits voetballer van Ghanese afkomst die bij voorkeur als defensieve middenvelder speelt. Hij tekende medio 2025 bij Kayserispor.

## Clubcarrière
Op 13 september 2013 debuteerde Jung voor Rot-Weiß Oberhausen in de Regionalliga West tegen Sportfreunde Lotte. Tijdens het seizoen 2013/14 speelde hij 22 competitieduels in de Regionalliga West. In 2014 werd hij verkocht aan Hamburger SV.
In januari 2015 ondertekende de defensief ingestelde middenvelder een contractverlenging tot medio 2018. Gedurende het seizoen 2014/15 speelde hij 23 competitieduels voor het tweede elftal van Hamburger SV. Op 9 augustus 2015 debuteerde hij voor het eerste elftal in de DFB-Pokal tegen Carl Zeiss Jena. Vijf dagen later vierde hij zijn competitiedebuut tegen Bayern München. Jung speelde de volledige wedstrijd, die HSV met 5–0 verloor.